# Heksafluoroarsenian trifluorodiksenonu
Heksafluoroarsenian trifluorodiksenonu, [Xe
2F
3]+
[AsF
6]−
 – nieorganiczny związek chemiczny ksenonu i arsenu z fluorem otrzymany przez zespół Neila Bartletta w 1969 roku.

## Otrzymywanie
Po przeprowadzeniu kilku udanych syntez odpowiednich heksafluorków z ksenonem i otrzymaniu XePtF
6, XeRhF
6 i XeRuF
6 okazało się, że tą metodą można otrzymać pochodne tylko z nielicznymi metalami – pozostałe albo nie tworzą heksafluorków, albo ich potencjał utleniający jest zbyt niski. Trzeba było poszukać innej metody syntezy – odpowiedzią okazała się synteza wykorzystująca odpowiedni fluorek ksenonu i pentafluorek metalu. Heksafluoroarsenian trifluorodiksenonu otrzymano w wyniku addycji difluorku ksenonu z pentafluorkiem arsenu prowadzonej w roztworze pentafluorku bromu.
2XeF
2 + AsF
5 → [Xe
2F
3]+
[AsF
6]−

Jeżeli w reakcji tej powstaje również [XeF]+
[AsF
6]−
, to rozkłada się on w temperaturze 0 °C uwalniając AsF
5.

## Właściwości
Heksafluoroarsenian trifluorodiksenonu tworzy jednoskośne kryształy barwy żółtozielonej o gęstości 3,62 g/cm³. Temperatura topnienia wynosi 99 °C. W kontakcie z wodą ulega rozkładowi.